# Исаков, Владимир Николаевич
Владимир Николаевич Исаков (12 октября 1979, Москва) — российский футболист, защитник.

## Биография
Воспитанник СДЮСШОР ЦСКА. В 1997—1999 годах выступал за дубль/вторую команду ЦСКА в третьей лиге и втором дивизионе — 55 игр, три мяча. 30 августа 1998 провёл единственный матч за основную команду — в 23 туре чемпионата России вышел на замену на 86-й минуте в гостевой игре против «Крыльев Советов» (2:2). Летом 1999 перешёл в новороссийский «Черноморец», за который провёл 11 матчей в чемпионате. В 2000 году сыграл один матч за «Волгарь-Газпром» Астрахань, затем был в составе молодёжной команды ЦСКА в первенстве ЛФЛ. Начало сезона-2001 провёл в клубе второго дивизиона «Металлург-Запсиб» Новокузнецк, затем перешёл в ФК «Краснознаменск», за который в течение полутора лет не провёл ни одного матча. В 2003—2004 годах сыграл 31 игру, забил три мяча в составе клуба второго дивизиона «Звезда» Иркутск, после чего завершил профессиональную карьеру.